# André Desthomas
André Desthomas, né le 1er août 1919 à Brive-la-Gaillarde et mort le 6 janvier 2004  à Clermont-Ferrand, est un journaliste français.

## Biographie
Il fut rédacteur en chef du journal La Montagne.
Il s'est illustré par sa participation à la Résistance pendant la Seconde Guerre mondiale, ce qui lui a valu le titre d'officier de la Légion d'honneur.
André Desthomas était aussi poète et musicien. Il a obtenu le prix Amélie-Murat en 1993 pour Le temps des solitudes.